# Tateoka Dōshun
Tateoka Dōshun (楯岡ノ道順?; fl. XVI secolo) è stato un ninja di Iga del periodo Sengoku.
È noto anche come Igasaki Dōshun o Igasaki Dōjun (伊賀崎道順?).

## Biografia
Nel 1558, durante l'assedio di Sawayama Tateoka Dōshun e suoi 48 uomini (tra cui quattro ninja Kōga) entrarono nel castello di Sawayama con l'uso del bakemono-jutsu (tecnica fantasma) di fabbricare lanterne di carta con l'emblema del nemico. Vestiti come samurai e portando le lanterne entrarono senza problemi nel castello dandolo successivamente alle fiamme e permettendo così a Rokkaku Yoshikata di lanciare un assalto e conquistare Sawayama. 
La stessa tecnica fu usata anche dal clan Matsudaira durante l'assedio del castello di Kaminogō nel 1562. Esiste un racconto popolare sulla morte di Tateoka Dōshun; pare che Tokugawa Ieyasu fece assassinare Dōshun da Hattori Hanzō durante la battaglia di Komaki e Nagakute per aver dato informazioni al clan Toyotomi.